# Lilium primulinum
Lilium pyrophilum é uma espécie de planta com flor, pertencente à família Liliaceae. A planta é nativa da Tailândia, Myanmar e República Popular da China. Esta espécie lírio tem o seu habitat em florestas abertas e encostas relvadas, florescendo em altitudes entre 1200-2700 metros.

## Variedades
- L. p. var. burmanicum
- L. p. var. ochraceum
- L. p. var. primulinum